# Euurobracon yokahamae
Euurobracon yokahamae är en stekelart som först beskrevs av Dalla Torre 1898.  Euurobracon yokahamae ingår i släktet Euurobracon och familjen bracksteklar. Inga underarter finns listade i Catalogue of Life.